# Капелла Сигизмунда
 Памятник культуры Малопольского воеводства: регистрационный номер А7
Каплица (капелла) Сигизму́нда на Вавеле, называемая также Королевской или Ягеллонской капеллой (пол. Kaplica Zygmuntowska na Wawelu, Kaplica Królewską, Kaplica Jagiellońską) — одна из девятнадцати капелл, окружающих Архикафедральный костёл в Кракове на Вавеле. Официальное название: «Капелла Взятия Пресвятой Девы Марии на небо и святой Варвары» (Kaplica Wniebowzięcia Najświętszej Panny Marii oraz św. Barbary). Немецкий историк искусства Август Оттмар Эссенвейн (1831—1892) в 1867 году назвал капеллу «жемчужиной Ренессанса к северу от Альп». Архитектурный стиль капеллы близок архитектуре итальянского Возрождения, в частности Тосканы, за пределами Италии.

## История

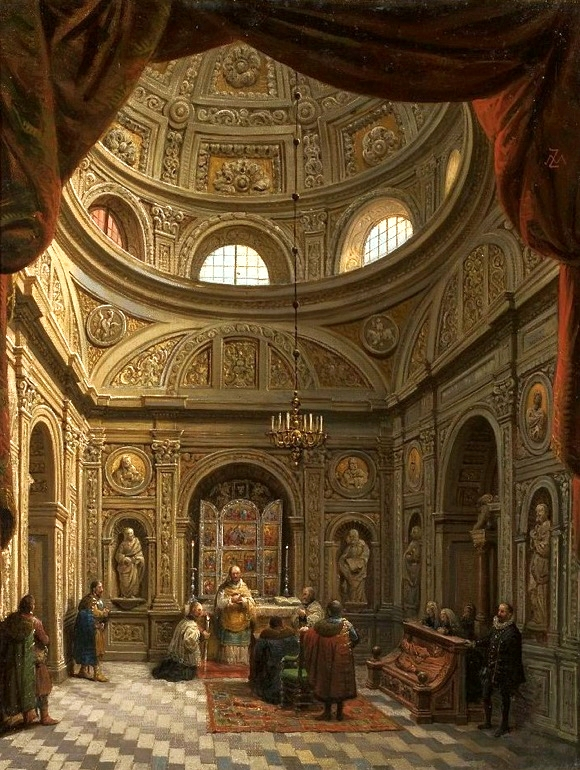
М. Залеский. Капелла Сигизмунда. Перв. пол. XIX в. Холст, масло. Национальный музей, Варшава

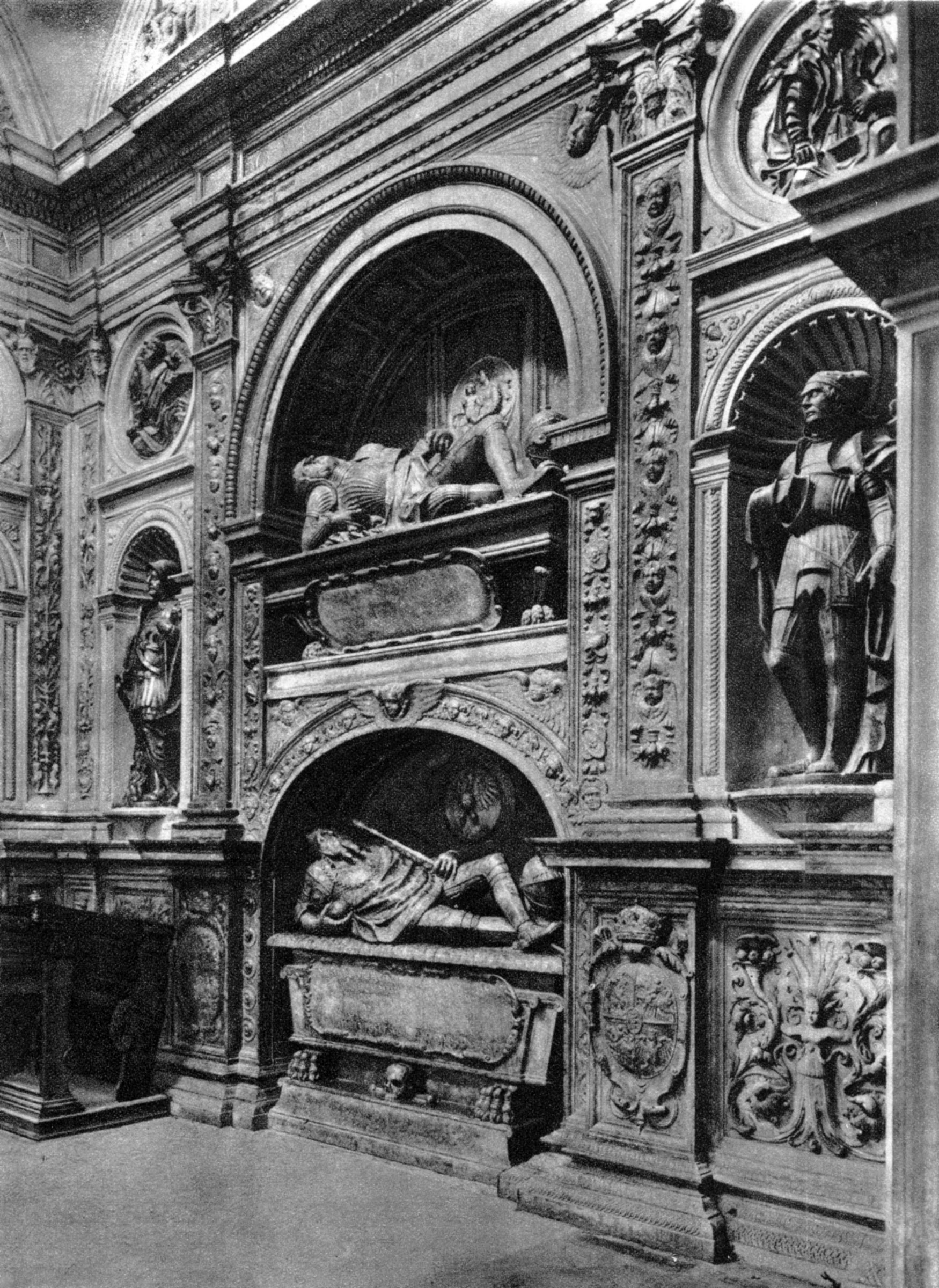
Капелла Сигизмунда. Саркофаги. Фотография 1952 года

После смерти Барбары Запольяи, первой супруги короля Сигизмунда І Старого, король-вдовец решил построить мавзолей своей династии. Король поручил создание капеллы флорентийскому архитектору Бартоломео Береччи, который представил королю первые эскизы в 1517 году. Работы начались в 1519 году после разрушения старой капеллы Казимира ІІІ Великого. В 1525 году капелла была в основном построена, а в 1526 году был сооружён купол. Строительные работы в целом были закончены в 1531 году. В 1533 году капелла была освящена.
При строительстве архитектору Береччи помогали и другие итальянские мастера: Антонио да Фьезоле (итал. Antonio da Fiesole), Никколо Кастильоне (итал. Niccolo Castiglione), Филиппо да Фьезоле (итал. Filippo da Fiesole), Бернардино Дзаноби де Джаноттис, Джованни Соли (итал. Giovanni Soli), Джованни Чини да Сиена и Джованни Мария Падовано.

## Архитектура
Это первое в Польше полностью ренессансное здание с богатой идеологической программой. Проект капеллы является оригинальной работой Береччи и не имеет аналогов в Италии. Имеется лишь отдалённое сходство с одним из архитектурных эскизов Леонардо да Винчи. Центральный объём капеллы, квадратный в плане, на высоком рустованном цоколе, перекрыт куполом, поддерживаемым восьмигранным барабаном с лантерной (световой башенкой).
Простая центрическая архитектурная композиция капеллы определяется общей симметрией и контрастным сочетанием четырёх геометрических фигур, расположенных на трёх высотных уровнях: первый ярус в форме куба, второй — восьмигранный тибуриум с круглыми окнами и «повышенным» куполом и цилиндрическая лантерна с декоративным навершием. Подчёркивающие вертикальные членения пилястры расположены в так называемой ордерной суперпозиции, типичным античным приёмом (встречающимся, например, в древнеримском Колизее). Купол покрыт «рыбьей чешуёй» (черепицей) из позолоченной меди. Единственный вход ведёт через аркаду с декоративной решёткой со стороны костёла.

## Интерьер
Благодаря нишам внутреннее пространство образует в плане форму греческого креста. Напротив входа, на восточной стене находится алтарь, в нише западной стены — надгробие с саркофагом Сигизмунда І Старого (заказчика капеллы), под ним — его сына Сигизмунда ІІ Августа; на южной стене находится надгробие дочери Сигизмунда Старого, сестры Августа Анны. В стенных нишах установлены фигуры святых. Стены украшены гротескными орнаментами с мифологическими мотивами и паноплиями (рыцарскими доспехами).
Саркофаг короля Сигизмунда І был создан Береччи, саркофаг короля Сигизмунда ІІ является работой Санти Гуччи. Скамья-престол снабжена спереди мраморной плитой гробницы королевы Анны Ягеллонки — работой Санти Гуччи. Алтарь (1531—1538) сделан по проекту Ганса Дюрера группой мастеров из Нюрнберга. Рельефы на внутренней стороне створок — чеканка по серебру работы Мельхиора Байера по проекту Петера Флётхера. Картины на наружной стороне створок работы Георга Пенча. Решётка у входа с гербами Польши, Литвы и семьи Сфорца (1530—1532) из мастерской Ганса Фишера.
На сплошном фризе на всех стенах высечены изречения из псалмов и Откровения Иоанна:
1 Северная (входная) стена «CONFITEANTUR TIBI DOMINE OMNES» (Пс |66:4 Да восхвалят Тебя, Господи, народы все)
2 Восточная стена (алтарь) GENTES, QUI DAT SALUTEM REGIBUS" (Пс |143: 10 Дарующему спасение царям)
3 Южная стена (надгробие Анны) «DEUS, IUDICIUM TUUM REGI DA» (Пс |71:1 Боже! Даруй царю Твой суд)
4 Западная стена (надгробия Сигизмунда) «BEATI QUI IN DOMINO MORIUNTUR» (Откр |14:13 Блаженны мёртвые, умирающие в Господе)
Купол разделен на — кессоны с каменными розеттами. По периметру фонаря — подпись автора капеллы: BARTHOLOMEO FLORENTINO OPIFICE.

## Галерея

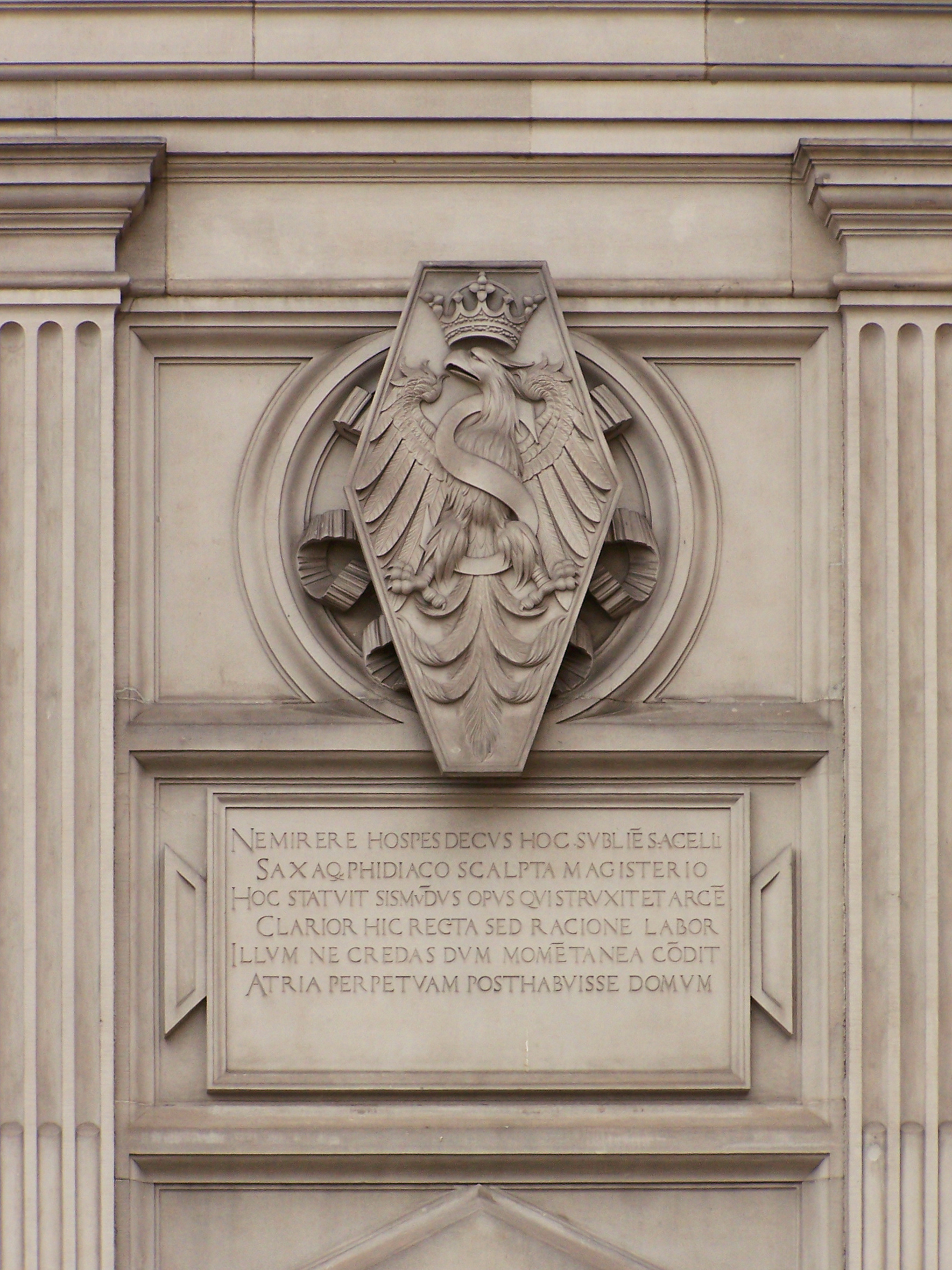
Польский белый орёл с вензелем Сигизмунда I Старого "S"
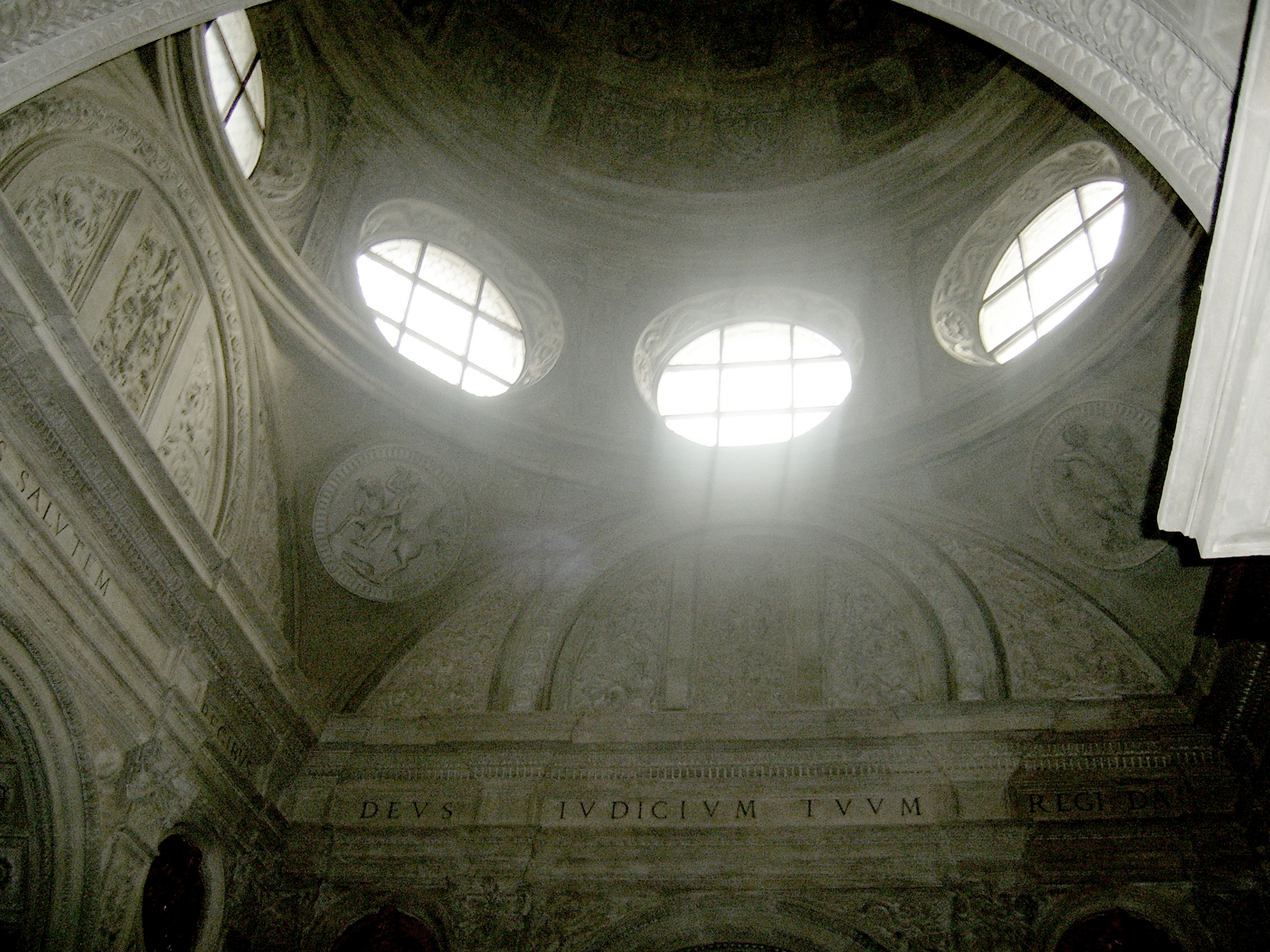
Окна тибуриума
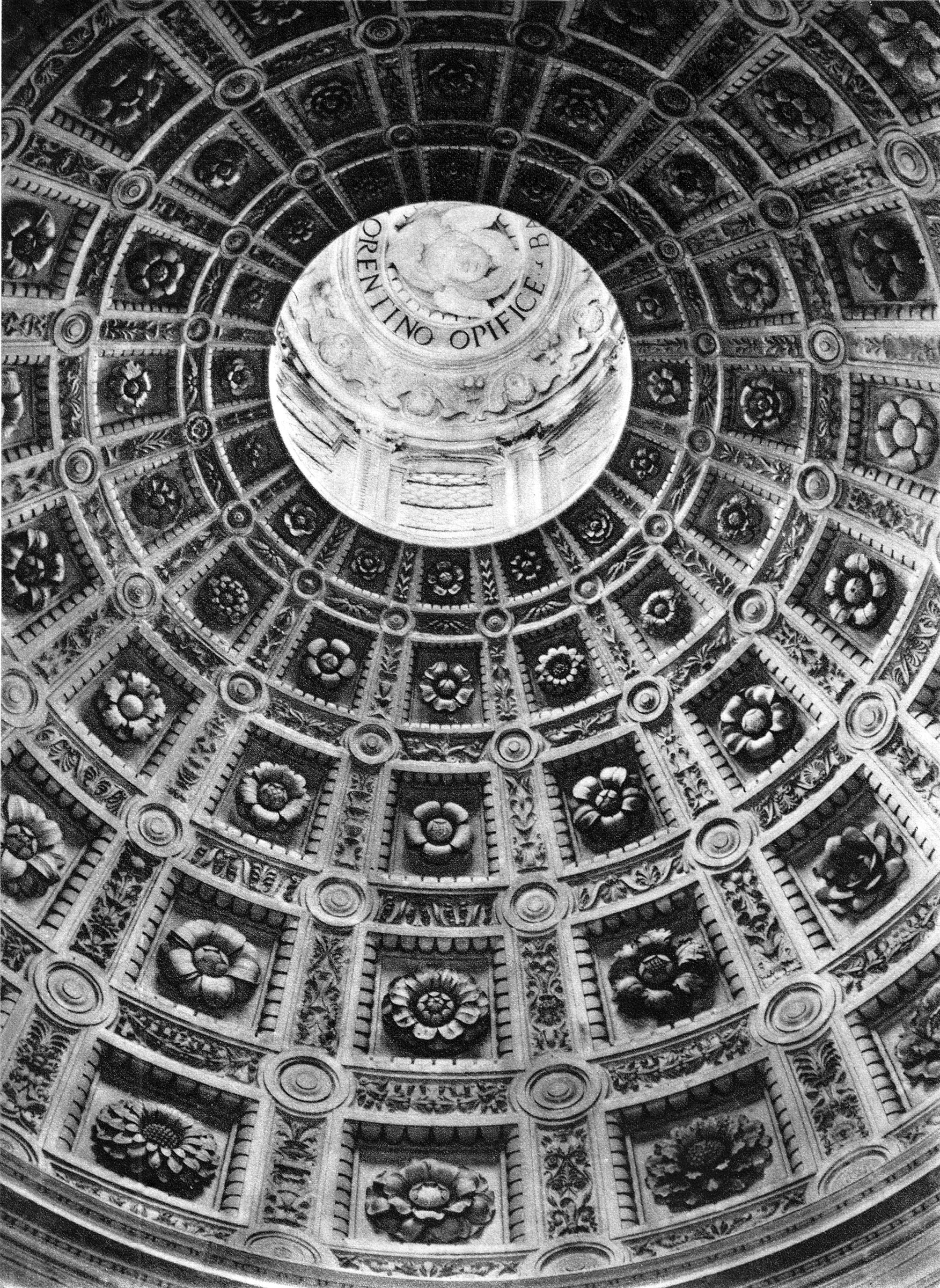
Купол
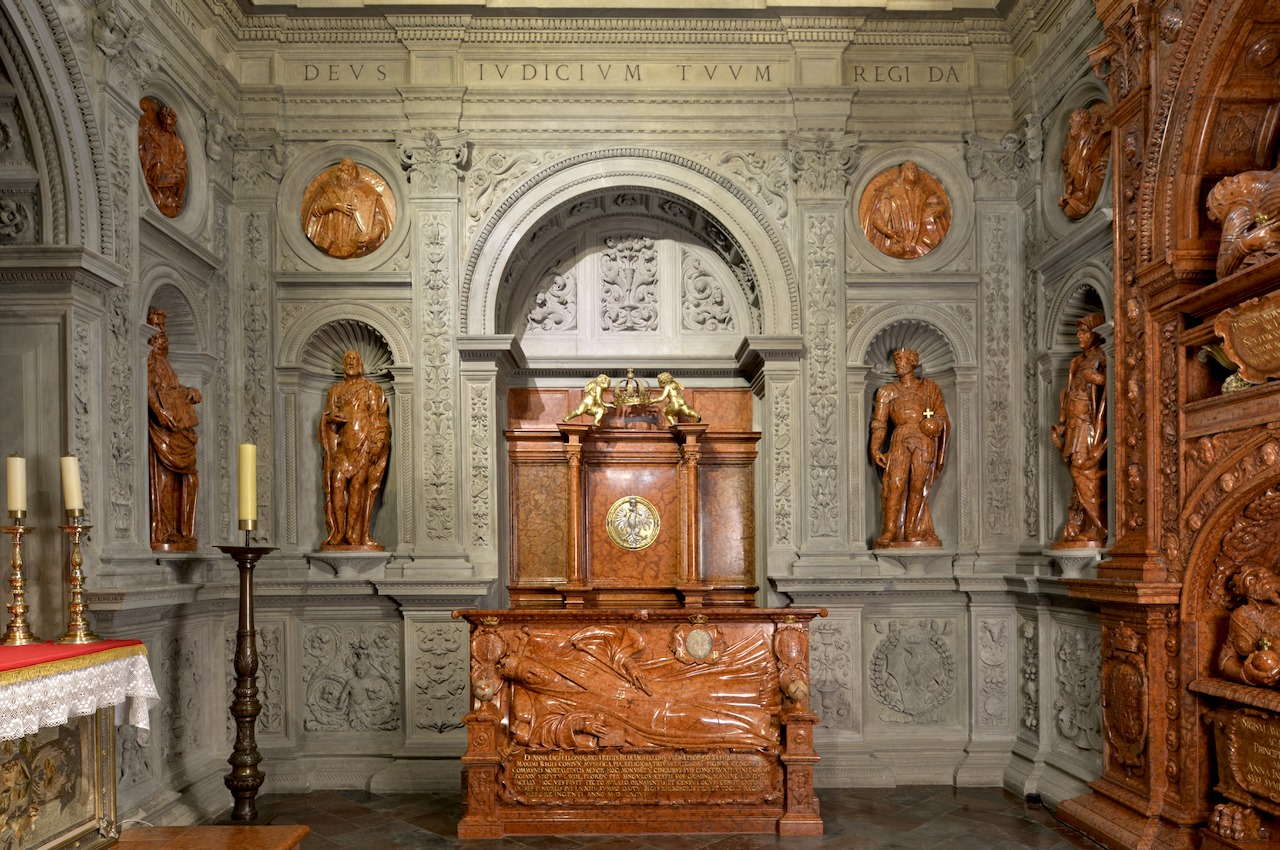
Интерьер
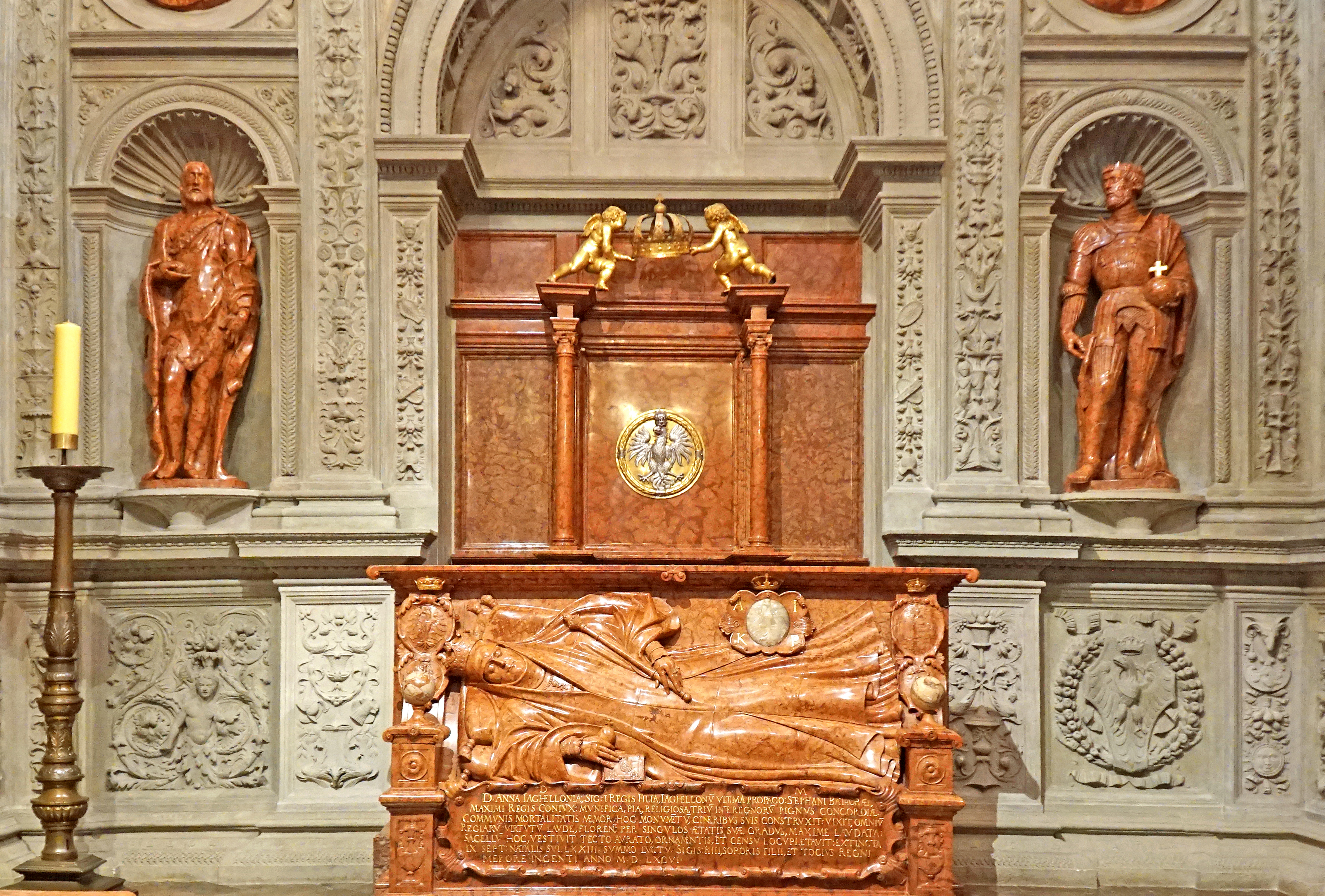
Надгробие Анны Ягеллонки
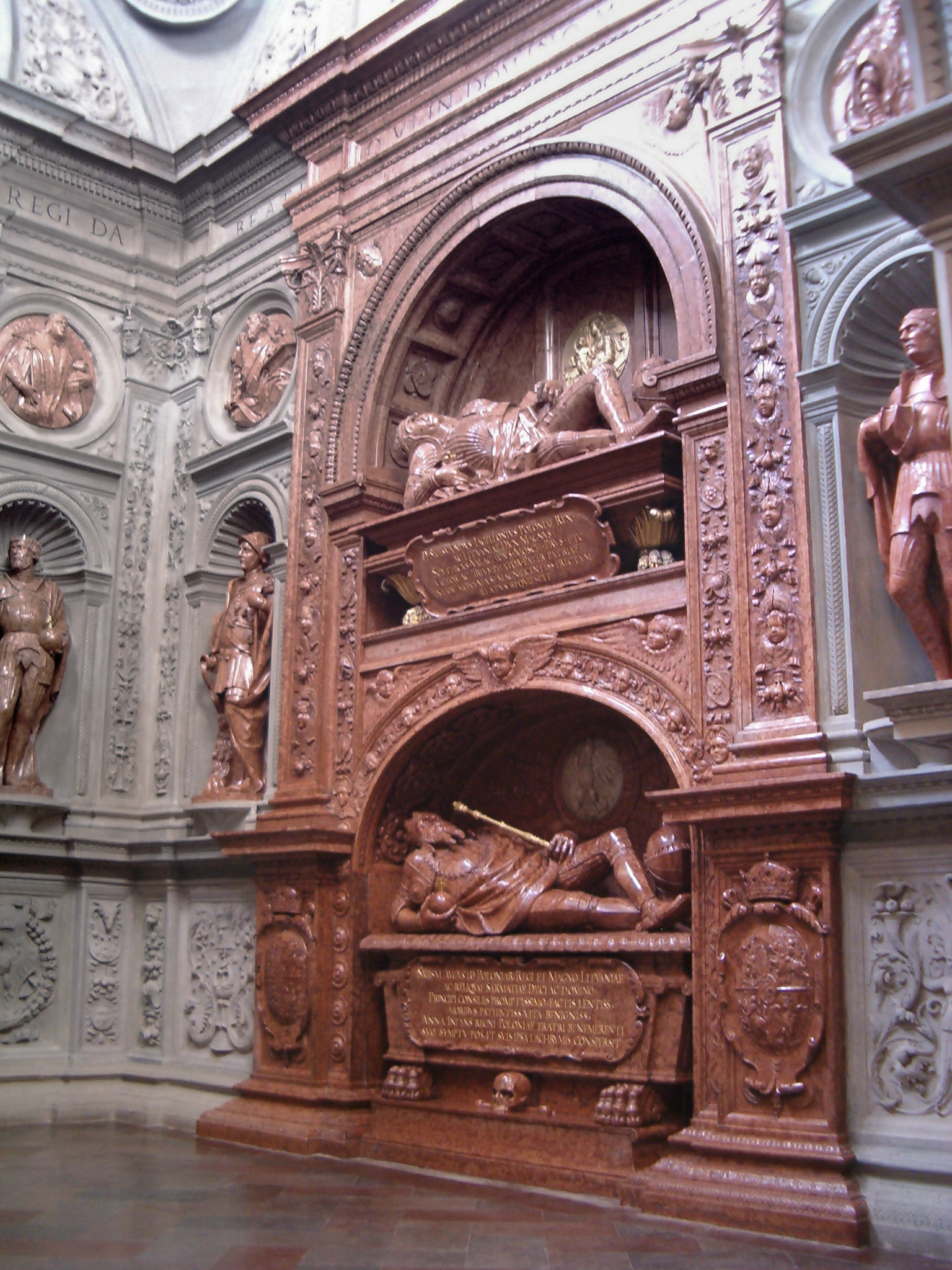
Надгробия Сигизмунду I Старому и Сигизмунду II Августу